# Val Verde
Val Verde è un paese fittizio apparso in alcuni film hollywoodiani.

## Storia
L'utilizzo della nazione di Val Verde è avvenuto quando i registi hanno deciso di evitare casi di contenziosi diplomatici e/o controversie legali con lo stabilimento di una loro produzione cinematografica in stati "caldi". La sua posizione si colloca tra il Centro America e l'America Meridionale, e gli abitanti parlano lo spagnolo. Il capo di Stato è il dittatore Ramón Esperanza.

## Apparizioni
- Commando (1985), regia di Mark L. Lester
- Predator (1987), regia di John McTiernan
- 58 minuti per morire - Die Harder (1990), regia di Renny Harlin
- Commando Ninja (2018), regia di Benjamin Combes
- Adventure Inc., serie televisiva
- Supercarrier, serie televisiva

L'autore Steven E. de Souza ha ambientato il fumetto Sheena e alcuni film in Val Verde, e ha così descritto il Paese immaginario:

## Location
Nelle varie produzioni cinematografiche che sono state ambientate a Val Verde, sono state usate location diverse per collocarla:
- Aeroporto di Long Beach; usato per l'aeroporto di Val Verde in Commando
- San Simeon, usato per la spiaggia di Val Verde in Commando
- San Pedro, usato per il posto di Val Verde in Supercarrier
- Valencia, usato per la campagna di Val Verde in Supercarrier
- Puerto Vallarta, usato come principale luogo di riprese in Predator. Alla concessione di una spesa preventiva maggiore per le riprese, McTiernan poté spostare la location attorno al sito archeologico di Palenque.[2]